# Charles Stewart Rolls
Charles Rolls (n. 27 august 1877, Metropolitan Borough of Westminster⁠(d), Anglia, Regatul Unit al Marii Britanii și Irlandei – d. 12 iulie 1910, Bournemouth, Anglia, Regatul Unit al Marii Britanii și Irlandei) a fost un pionier britanic în domeniul aviației și automobilismului. El este cel mai cunoscut pentru cofondarea companiei Rolls-Royce în 1904, împreună cu Henry Royce.
Rolls a fost pasionat de aviație și a fost unul dintre primii britanici care a efectuat zboruri cu avioanele fraților Wright. Din păcate, în 1910, Charles Rolls a devenit prima persoană din Marea Britanie care a murit într-un accident aviatic, la vârsta de 32 de ani. Cu toate acestea, moartea sa nu a oprit dezvoltarea companiei Rolls-Royce, care a devenit ulterior renumită pentru producerea automobilelor de lux și a motoarelor aeronautice de înaltă performanță.